# Brazília az első világháborúban
Brazília szerepvállalása az első világháborúban 1917-ben kezdődött az antanthatalmak oldalán, addig semlegesnek deklarálta magát. Az akkori brazil miniszterelnök, Venceslau Brás azért hozta meg a döntést a háborúba való belépésről, mert a német korlátlan tengeralattjáró-háború nagy veszteséget okozott az ország tengerentúli kereskedelmében.

## Előzmények
Miután 1889. november 15-én Brazíliában kikiáltották a köztársaságot, az ország gyorsan fejlődve Dél-Amerika egyik legerősebb államává emelkedett. A fejlődéssel együtt járt a kereskedelem ugrásszerű növekedése is, ez főleg a tengeren át való importot és exportot jelentette. Brazília a háború kitörése után nem sokkal, 1914. augusztus 4-én bejelentette semlegességét. 1916 közepén viszont a Rio Branco nevű semleges brazil hajót megtorpedózta egy német tengeralattjáró. A hajónak főleg angol és norvég matrózai voltak, de az országban nagy felindulást okozott az eset, habár ez még nem jelentett hadiállapotot a két ország között. Viszont a korlátlan tengeralattjáró-háború elindításával a brazil gazdaság kilátásai romlani kezdtek, ugyanis a gazdaság nagy része a tengeri kereskedelemtől függött, főleg a latex és a kávé kereskedelméből.
A helyzet fokozatosan romlott, majd egy kávészállítmánnyal teli semleges brazil gőzöst süllyesztettek el a németek Franciaország közelében 1917. április 5-én. Erre tiltakozások és tüntetések törtek ki a fővárosban. Először békésen tiltakoztak a tüntetők, majd a német és német származású boltosokra támadtak. Nem sokkal ezután lemondott a külügyminiszter is. Német boltokat és szállókat, sőt iskolákat rongáltak meg. Más városokban is kitörtek tüntetések és sztrájkokat is hirdettek. A német tengerészeti erők sorra támadták meg a semleges brazil szállítóhajókat és sokat el is süllyesztettek közülük.

## A háborúba való belépés

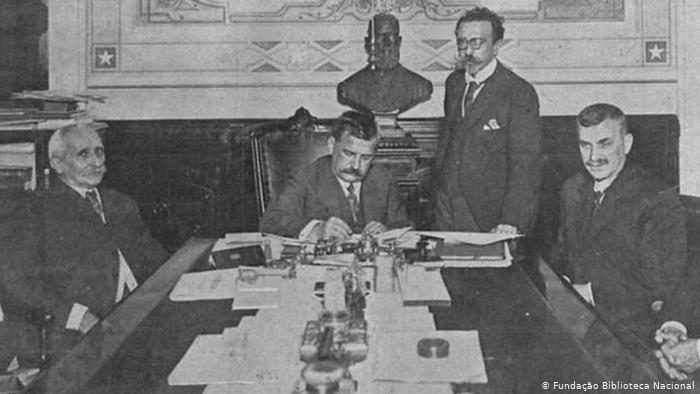
Venceslau Brás deklarálja a háborút Németország ellen.

1917. április 11-én Brazília minden diplomáciai kapcsolatot megszakított a Német Birodalommal, a következő hónapokban pedig 42 német hajót lefoglaltak. Október 23-án a Macau brazil áruszállító hajót a spanyol partok mellett elsüllyesztette az U-93-as német tengeralattjáró, valamint fogságba ejtette a hajó kapitányát. Miután egyre több összetűzés történt a két fél között a tengeren, 1917. július 28-án Brazília deklarálta a hadüzenetet a központi hatalmak ellen.

## A háború

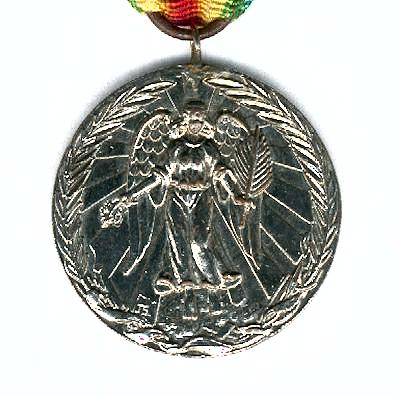
Az első világháborús brazil győzelmi érem (majdnem minden, az Antant oldalán harcoló ország bocsátott ki sajátot)

A hadüzenet után a brazil hadiflotta hadihajói járőröztek az Atlanti-óceánon és Afrika körül, részt vállalva a német tengeralattjárók elleni háborús küzdelmeiben. Brazília polgári és katonai orvosokból álló missziót küldött az európai frontra. Ezenfelül küldtek még néhány brazil pilótát is, akik a Francia Légierőnél teljesítettek szolgálatot. A brazil hadiflotta több hajója az afrikai partok közelében cirkált, köztük két nagy csatahajó és két cirkáló is. Próbálkozásaik ellenére a brazil erők nem tudtak jelentős mértékben harcba szállni, az ipari infrastruktúra elmaradottsága és a belső problémák miatt. A brazil kormány ennek ellenére egy kis létszámú haderőt, a Brazil Expedíciós Hadsereget küldte Európába.

## A béke
A brazil kormány képviselői is részt vettek a Versailles-i békeszerződés aláírásában és az ország alapító tagja volt a Népszövetségnek. A háború azonban maradandó kárt okozott az ország gazdaságában.

## Fordítás
- Ez a szócikk részben vagy egészben  a   Brazil during World War I című angol Wikipédia-szócikk ezen változatának fordításán alapul.  Az eredeti cikk szerkesztőit annak laptörténete sorolja fel. Ez a jelzés csupán a megfogalmazás eredetét és a szerzői jogokat jelzi, nem szolgál a cikkben szereplő információk forrásmegjelöléseként.